# Vincas Vitkauskas
Vincas Vitkauskas, litovski general, * 1890, † 1965.